# Ett liv med dej (sång)
Ett liv med dej, skriven av Ingela 'Pling' Forsman, Bobby Ljunggren och Håkan Almqvist, är en balladlåt, som den svenska sångerskan Towe Jaarnek sjöng då den slutade på andra plats i den svenska Melodifestivalen 1991.
Singeln placerade sig som högst på 36:e plats på den svenska singellistan. Melodin låg på Svensktoppen i tio veckor under perioden 21 april-25 augusti 1991, med tredjeplats som bästa resultat där .

## Listplaceringar
| Lista (1991) | Position |
| ------------ | -------- |
| Sverige      | 36       |